# Pierre fine
Les pierres fines sont des pierres gemmes non classées parmi les quatre pierres précieuses. Bien que parfois appelées semi-précieuses, ce terme (ainsi que ceux de semi-fines et fines) est interdit dans le commerce, en France, par un décret du 14 janvier 2002. Depuis, toutes les pierres fines sont considérées comme précieuses.
Les pierres fines sont définies par une liste de la CIBJO dressée en 1970 à Zurich qui les considère comme des minéraux  extraits de gîtes naturels.
Ces gemmes sont notamment utilisées en joaillerie.

## Pierres fines
| Nom de la pierre              | Echelle de Mohs | Transparent/Opaque    | Couleur(s)                                                              | Variétés          | Commentaires | Aspect |
| ----------------------------- | --------------- | --------------------- | ----------------------------------------------------------------------- | ----------------- | --- | ------ |
| Actinote                      | 5,5-6           | Translucide           | Gris, vert, noir blanc                                                  |                   | Groupe des amphiboles calciques |        |
| Agate                         | 6,5             | Translucide           | Marron, bleu, blanc, rouge, etc.                                        | Quartz-Calcédoine | Variété de calcédoine |        |
| Aigue-marine                  | 7,5-8           | Transparent           | Bleu à vert pâle                                                        | Béryl             | Variété de béryl |        |
| Alexandrite                   | 8,5             | Transparent           | Vert à rouge (suivant le type d'éclairage)                              | Chrysobéryl       | Variété de chrysobéryl |        |
| Almandin                      | 7-7,5           | Transparent           | Rouge sombre                                                            | Grenat            | Groupe des nésosilicates |        |
| Amblygonite                   | 6               | Transparent           | Incolore, jaune, marron, rose pâle, violet, etc.                        |                   | Formée de phosphate de lithium, de sodium et d'aluminium |        |
| Améthyste                     | 7               | Transparent           | Violet                                                                  | Quartz            | Variété de quartz |        |
| Amétrine                      | 7               | Transparent           | Jaune à violet profond                                                  | Quartz            | Mélange entre améthyste et citrine |        |
| Anatase                       | 5,5-6           | Transparent           | Incolore, brun, bleu, noir, jaune, rouge, vert pâle, etc.               |                   | Formée à partir d'oxyde de titane |        |
| Andradite                     | 6,5-7           | Transparent           | Incolore, jaune, vert, brun, noir, rouge, etc.                          |                   | Groupe des nésosilicates |        |
| Anglésite                     | 2,5-3           | Transparent           | Incolore, bleu, vert, gris, jaune                                       |                   | Composée de sulfate naturel de plomb |        |
| Apatite                       | 5               | Translucide           | Incolore, Jaune, Bleu, Vert, Violet, Rouge, Brun                        |                   | Nom générique désignant des phosphates hexagonaux |        |
| Aventurine                    | 6,5-7           | Translucide           | Vert, Rouge-Brun                                                        | Quartz            | Variété de quartz |        |
| Axinite                       | 6,5-7           | Transparent           | Jaune, brun, Violet, gris, bleu, etc.                                   |                   | Groupe des sorosilicates |        |
| Azurite                       | 3,5-4           | Translucide           | Bleu                                                                    |                   | Groupe des carbonates |        |
| Barytine                      | 3-3,5           | Translucide           | Incolore, jaune, blanc, bleu, etc.                                      |                   | Composée de sulfate de baryum |        |
| Bénitoïte                     | 6-6,5           | Transparent           | Incolore, bleu clair à foncé                                            |                   | Groupe des cyclosilicates |        |
| Brazilianite                  | 5,5             | Transparent           | Incolore, jaune, vert, brun, etc.                                       |                   | Composée de phosphate de sodium et d'aluminium |        |
| Cancrinite                    | 5-6             | Transparent           | Incolore, blanc, jaune, orange, rouge, gris, bleu, vert, etc.           |                   | Groupe des tectosilicates |        |
| Charoïte                      | 5-6             | Translucide           | Violet, Lilas, Brun                                                     |                   | Groupe des inosilicates |        |
| Chrysocolle                   | 2-4             | Opaque                | Bleu, bleu-vert, vert                                                   |                   | Silicate d'hydroxyde de cuivre |        |
| Clinozoïsite                  | 6,5             | Transparent           | Incolore, Jaune, Gris, Vert, Rose, Rouge, etc.                          |                   | Groupe des sorosilicates |        |
| Citrine                       | 7               | Transparent           | Jaune                                                                   | Quartz            | Variété de quartz |        |
| Cordiérite                    | 7-7,5           | Transparent           | Bleu foncé, bleu pâle, gris, incolore, etc.                             |                   | Variété de silicates |        |
| Cornaline                     | 7               | Translucide           | Rouge, Rouge-Brun, Orange, etc.                                         | Quartz-Calcédoine | Variété de calcédoine |        |
| Cristal de roche              | 7               | Transparent           | Incolore                                                                | Quartz            | Groupe des tectosilicates |        |
| Danburite                     | 7-7,5           | Transparent           | Incolore, blanc à jaune-orangé                                          |                   | Groupe des tectosilicates |        |
| Démantoïde                    | 6,5-7           | Transparent           | Vert jaune à vert                                                       |                   | Variété d'andradite |        |
| Disthène                      | 7,5             | Transparent           | Incolore, blanc, gris, bleu, jaune, rose, noir, etc.                    |                   | Groupe des nésosilicates |        |
| Elbaïte                       | 7-7,5           | Transparent           | Rose, vert, rouge, blanc, etc.                                          |                   | Groupe des cyclosilicates |        |
| Épidote                       | 6-7             | Transparent           | Vert, Jaune, Gris, Rouge, Brun, Noir, Vert, etc.                        |                   | Groupe des sorosilicates |        |
| Fayalite                      | 6,5-7           | Transparent           | Vert, jaune, brun, noire                                                |                   | Variété de Forstérite |        |
| Goshénite                     | 7-8             | Transparent           | Incolore                                                                | Béryl             | Variété de béryl |        |
| Grenats                       | 6-7,5           | Transparent           | Rouge, marron, vert, violet                                             | Grenat            | Nom de famille de nombreux nésosilicates |        |
| Haüyne                        | 5-6             | Transparent           | Bleu                                                                    |                   | Groupe des tectosilicates |        |
| Héliodore                     | 7,5-8           | Transparent           | Jaune à Orange                                                          | Béryl             | Variété de béryl |        |
| Pierre de Soleil ou héliolite | 6               | Transparent           | Jaune à Orange                                                          | Feldspath         | Pailletage orangé, variété d'oligoclase |        |
| Hématite                      | 5,5-6,5         | Opaque                | Gris Noir métallique                                                    |                   | Groupe corindon-hématite |        |
| Hiddénite                     | 6,5-7           | Transparent           | Vert                                                                    | Spodumène         | Variété de spodumène |        |
| Howlite                       | 3-3,5           | Opaque                | Blanc à inclusions grises                                               |                   | Texture poreuse, utilisée pour créer de fausses turquoises par l'adjonction de colorants                                                                                              |        |
| Jade                          | 6,5-7           | Translucide           | Vert pâle à foncé, blanc                                                | Jade              | Jadéite ou néphrite |        |
| Jaspe                         | 6,5-7           | Opaque                | Rouge avec reflets noirs à marron                                       | Quartz            | Roche silicieuse |        |
| Kunzite                       | 6,5-7           | Transparent           | Rose                                                                    | Spodumène         | Variété de spodumène |        |
| Lapis-Lazuli                  | 5               | Opaque                | Bleu Clair et Foncé, taches dorées                                      |                   | Roche contenant de la lazurite, de la calcite, de la pyrite et de la sodalite |        |
| Larimar                       | 4-5             | Translucide           | Blanc à Bleu                                                            |                   | Variété de pectolite |        |
| Malachite                     | 3,5-4           | Opaque                | Vert Clair à Foncé                                                      |                   | Groupe des carbonates |        |
| Microcline                    | 6-6,5           | Transparent           | Incolore, Gris, Blanc, Jaune, Rouge, Vert, Bleu, etc.                   |                   | Groupe des tectosilicates |        |
| Morganite                     | 7,5-8           | Translucide           | Rose, violet, saumon                                                    | Béryl             | Variété de béryl |        |
| Obsidienne                    | 5-5,5           | Opaque ou Translucide | Noir                                                                    |                   | Roche volcanique |        |
| Œil-de-tigre                  | 7               | Transparent           | Bleu, Gris à Jaune, Brun                                                | Quartz            | Variété de quartz |        |
| Oligoclase                    | 6-6,5           | Transparent           | Incolore, blanc, vert, gris, brun, rouge, orange, bleu, etc.            |                   | Groupe des tectosilicates |        |
| Onyx                          | 7               | Transparent           | Bleu sombre à blanc                                                     | Quartz-Calcédoine | Variété de calcédoine |        |
| Opale noble                   | 5,5-6,5         | Translucide           | Rouge à Bleu, Blanc, Noir, etc.                                         | Opale             | Minéral formé de microsphères de silice amorphe, associées à des molécules d'eau dans des proportions variables, communément appelée Opal-AG, c'est la forme d'opales la plus connue. |        |
| Opale de feu                  | 5,5-6,5         | Translucide           | Rouge orangé                                                            | Opale             | Opal-AG |        |
| Opale noire                   | 5,5-6,5         | Translucide           | Noir reflet irisés                                                      | Opale             | Opal-AG |        |
| Opale quincite                | 5,5-6,5         | Translucide           | Rose                                                                    | Opale             | Opal-AG - Quincite |        |
| Opale résinite                | 5,5-6,5         | Translucide           | Crème à brun clair                                                      | Opale             | Opal-AG - Menilite |        |
| Padparadscha                  | 9               | Transparent           | Orange à jaune                                                          | Corindon          | Variété de corindon |        |
| Painite                       | 8               | Transparent           | Rouge, Brun, Orange, etc.                                               |                   | Groupe des borates |        |
| Périclase                     | 5,5-6           | Transparent           | Incolore, Gris, Jaune, Vert, Noir, Brun, etc.                           |                   | Formée d'oxyde de magnésium |        |
| Péridot                       | 6,5-7           | Transparent           | Vert à Vert-Jaune                                                       |                   | Variété de Forstérite |        |
| Pierre de lune                | 6-6,5           | Translucide           | Blanche avec adularescence bleu pâle                                    | Feldspath         | Adulaire (variété d'orthose) |        |
| Prasiolite ou Quartz prase    | 7               | Transparent           | Vert                                                                    | Quartz            | Variété de quartz |        |
| Prehnite                      | 6-6,5           | Transparent           | Incolore, Blanc, Vert, etc.                                             |                   | Groupe des phyllosilicates |        |
| Quartz Fumé                   | 7               | Transparent           | Brun Clair                                                              | Quartz            | Variété de quartz |        |
| Quartz hématoïde              | 7               | Transparent           | Rouge                                                                   | Quartz            | Variété de quartz |        |
| Quartz morion                 | 7               | Opaque                | Noir                                                                    | Quartz            | Variété de quartz |        |
| Quartz Rose                   | 7               | Transparent           | Rose Clair                                                              | Quartz            | Variété de quartz |        |
| Rhodonite                     | 5,5-6,5         | Transparent           | Rose à brun, gris, jaune, etc.                                          |                   | Groupe des inosilicates |        |
| Rutile                        | 6-6,5           | Transparent           | Noir, Rouge, Jaune                                                      |                   | Composée de dioxyde de titane |        |
| Sardoine                      | 7               | Opaque                | Orange à Marron Rouge                                                   | Quartz-Calcédoine | Variété de calcédoine |        |
| Scheelite                     | 4,5-5           | Translucide           | Blanche, Incolore, Gris, Pourpre, Brun, Orange, etc.                    |                   | Composition à base de calcium et tungstène |        |
| Serpentine                    | 2,5-3,5         | Transparent           | Vert, Brun, Gris, Bleu, Vert, Beige, Jaune, Noir, Blanc, etc.           |                   | Groupe des phyllosilicates |        |
| Smaragdite                    | 5-6             | Translucide           | Vert émeraude                                                           |                   | Variété d'Actinolite |        |
| Sodalite                      | 5,5-6           | Transparent           | Incolore, Blanc, Jaune, Bleu, Vert Pâle, Rouge Pâle, Gris, Violet, etc. |                   | Groupe des silicates |        |
| Spessartine                   | 6,5-7,5         | Transparent           | Jaune, Brun, Rouge                                                      |                   | Groupe des nésosilicates |        |
| Spinelle                      | 7,5-8           | Transparent           | Rouge, Marron, Vert Foncé                                               | Spinelle          | Groupe du spinelle |        |
| Spodumène                     | 6,5-7           | Transparent           | Incolore, Banc, Gris                                                    | Spodumène         | Groupe des inosilicates |        |
| Staurolite                    | 7-7,5           | Opaque                | Jaune Pâle à Brun, Bleu                                                 |                   | Groupe des silicates |        |
| Tanzanite                     | 6-6,5           | Transparent           | Bleu saphir, brun, violet                                               | Zoïsite           | Variété de zoïsite |        |
| Topaze                        | 8               | Transparent           | Jaune, Bleu, Rose, Violet, etc.                                         | Topaze            | Groupe des silicates |        |
| Tourmaline                    | 7-7,5           | Transparent           | Vert, Bleu, Marron, Rouge, Noir, etc.                                   | Tourmaline        | Groupe des silicates |        |
| Trémolite                     | 5-6             | Transparent           | Incolore, Blanc, Gris, Vert Clair, Rose, Brun                           |                   | Variété d'amphibole |        |
| Turquoise                     | 5-6             | Opaque                | Bleu, Vert Pâle                                                         |                   | Formée à partir de phosphate d'aluminium |        |
| Uvarovite                     | 6,5-7           | Transparent           | Vert                                                                    | Grenat            | Famille des grenats |        |
| Variscite                     | 4,5             | Translucide           | Jaune Pâle, Vert, Gris, Rouge (rarement)                                |                   | Formée à partir de phosphate d'aluminium |        |
| Zircon                        | 6,5-7,5         | Transparent           | Incolore, Bleu, Vert Pâle à Vert, Brun, etc.                            |                   | Groupe des nésosilicates |        |

## Pierres organiques
| Nom de la pierre | Echelle de Mohs | Transparent/Opaque | Couleur(s)                                                                  | Commentaires                                                              | Aspect |
| ---------------- | --------------- | ------------------ | --------------------------------------------------------------------------- | ------------------------------------------------------------------------- | ------ |
| Ambre            | 2,5-3           | Transparent        | Jaune pâle à Jaune Foncé, Gris, Vert, Bleu                                  | Oléorésine fossile sécrétée par des conifères                             |        |
| Copal            | 1               | Transparent        | Jaune Pâle à Jaune Foncé, gris, marron, généralement plus clair que l'ambre | Résine semi-fossile ou sub-fossile que l'on trouve en Inde et en Afrique  |        |
| Corail           | 3-4             | Opaque             | Rouge écarlate, Rose, Blanc                                                 | Squelette de polype                                                       |        |
| Jais             | 2,5-3           | Opaque             | Noir                                                                        | Issu de l'action océanique sur du bois                                    |        |
| Mellite          | 2-2,5           | Transparent        | Jaune Orangé, Marron                                                        | Classe des organolites                                                    |        |
| Nacre            | 3,5-4           | Translucide        | Blanc, Jaune, Rose, Noir                                                    | Revêtement intérieur de certaines coquilles de mollusque                  |        |
| Perle            | 2,5-4           | Translucide        | Blanc, Gris, Noir, Or, Argent, nuances de Bleu et de Vert                   | Bille de nacre formée par certains mollusques en réaction à une intrusion |        |